# Литкинське сільське поселення
Ли́ткинське сільське поселення (рос. Лыткинское сельское поселение) — адміністративна одиниця у складі Афанасьєвського району Кіровської області Росії. Адміністративний центр поселення — селище Литка.

## Історія
Станом на 2002 рік на території сучасного поселення існували такі адміністративні одиниці:
- частина Литкинського сільського округу (селища Литка, Томизь)

Поселення було утворене згідно із законом Кіровської області від 7 грудня 2004 року № 284-ЗО у рамках муніципальної реформи шляхом перетворення Литкинського сільського округу.
Станом на 2002 рік у складі сільського округу перебувало селище Сьова, яке пізніше було передане до складу Глазовського району Удмуртії.

## Населення
Населення поселення становить 553 особи (2017; 578 у 2016, 574 у 2015, 610 у 2014, 641 у 2013, 669 у 2012, 712 у 2010, 1140 у 2002).

## Склад
До складу поселення входять 2 населених пункти:
| Населений пункт | Населення, осіб (2002) | Населення, осіб (2010) |
| --------------- | ---------------------- | ---------------------- |
| Литка, селище   | 824                    | 494                    |
| Томизь, селище  | 316                    | 218                    |